# Villalba de la Sierra
Villalba de la Sierra est une municipalité espagnole de la province de Cuenca, dans la région autonome de Castille-La Manche.